# Lauffohr
Lauffohr (toponimo tedesco) è una frazione di 1 500 abitanti del comune svizzero di Brugg, nel Canton Argovia (distretto di Brugg).

## Storia

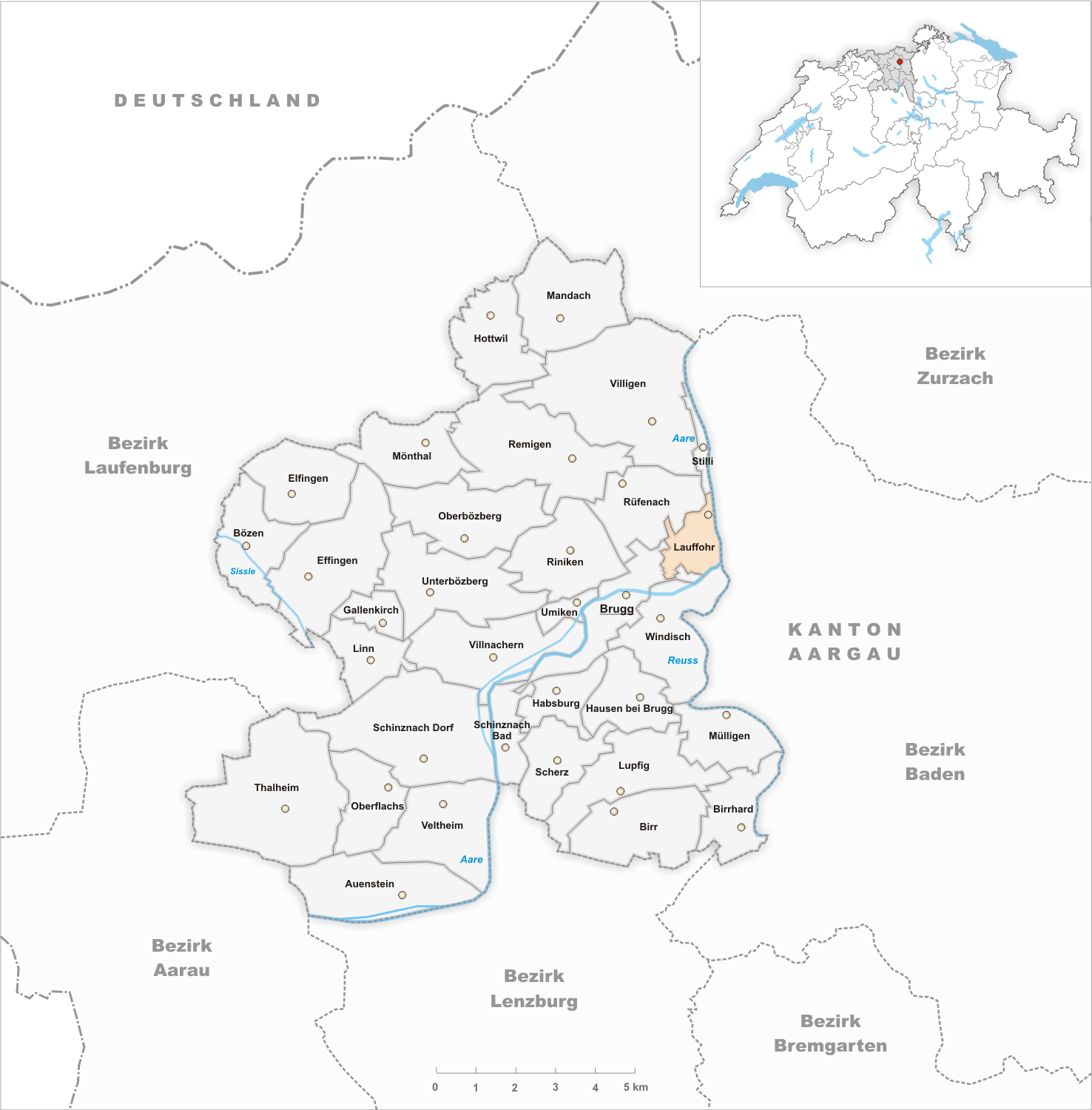
Il territorio del comune di Lauffohr prima degli accorpamenti comunali del 1970

Già comune autonomo istituito nel 1809 per scorporo da quello di Rüfenach, nel 1970 è stato aggregato al comune di Brugg.

## Società

### Evoluzione demografica
L'evoluzione demografica è riportata nella seguente tabella:
Abitanti censiti

## Amministrazione
Ogni famiglia originaria del luogo fa parte del cosiddetto comune patriziale e ha la responsabilità della manutenzione di ogni bene ricadente all'interno dei confini del comune.